# أبو مساعد
أبو مساعد قرية تابعة لمركز السادات في محافظة المنوفية في جمهورية مصر العربية.